# خنجرداران
خنجرداران (Enopla) (پیش‌کامان هم نامیده شده) نام رده‌ای از کرم‌ها از شاخهٔ روبانیان (Nemertea) است.
ویژگی خنجرداران وجود خنجرچه‌ای خاردار در خرطومک آن‌ها است.